# بژن، کبک
بژن (به فرانسوی: Bégin) شهری در منطقه شهری لو افجور-دو-ساگونه ناحیه سگونه-لاک-سن-ژان در استان کبک کانادا است. در سرشماری سال ۲۰۱۱ این شهر ۸۸۵ نفر جمعیت داشته‌است و مساحت آن ۱۹۱٫۸۱ کیلومتر مربع است.